# Soar (浜田麻里のアルバム)
『Soar』（ソアー）は、浜田麻里27枚目のオリジナル・アルバム。2023年4月19日、JVCケンウッド・ビクターエンタテインメントから発売。4年8か月ぶりの新作。

## 解説
デビュー40周年記念作品。
本作について、彼女によると「人生の時間を意識することは、かえって自己の可能性に挑戦し、突き進むエネルギーになる」として、「死生観」を前向きに捉え、メインのテーマに据えて制作したとのこと。また、アルバムタイトルについては「思考と意思は人の一生をも超越していく」という信念が込められているとも語っている。
音楽的には、ハードロック／ヘヴィメタルを基調とした上で、テクニカルで疾走感のあるサウンドに、ポップス的で懐かしさをも感じさせるキャッチ―なメロディが融合した楽曲が多く収録されているのが特徴的。
初回盤は2枚組で、Disk2は先行配信シングル「Tomorrow Never Dies」のミュージック・ビデオ及びメイキング映像を収録。

## チャート成績
本作はオリコン週間チャート初登場4位を獲得。

## 収録曲
- 全作詞：浜田麻里

1. Tomorrow Never Dies
作曲・編曲：tatsuo・浜田麻里
2. Escape From Freedom
作曲・編曲：tatsuo・浜田麻里
3. Prism
作曲・編曲：原澤秀樹・浜田麻里
4. Noblesse Oblige
作曲・編曲：岸井将・浜田麻里
5. Zero Gravity
作曲・編曲：岸井将・浜田麻里
6. Dramatica
作曲：原澤秀樹　編曲：原澤秀樹・浜田麻里
7. Dancing With Heartache
作曲・編曲：中尾昌文・浜田麻里
8. The Fall
作曲・編曲：ISAO・浜田麻里
9. River
作曲：中尾昌文・古賀友彌・浜田麻里　編曲：中尾昌文・浜田麻里
10. Diagram
作曲：中尾昌文　編曲：中尾昌文・浜田麻里
11. Last Leaf
作曲：浜田麻里　編曲：大槻啓之・浜田麻里

## レコーディング参加
国内
- Guitars
  - 高崎晃 (LOUDNESS、LAZY)  [M-5]
  - 増﨑孝司 (DIMENSION)  [M-5,9]
  - ISAO（soLi) [M-8]

- Bass
  - BOH [M-6,8]

- Keyboards
  - tatsuo[M-1,2]
  - 中尾昌文 [M-7,9,10]
  - ISAO [M-8]

- Drums
  - 原澤秀樹 [M-3,6]

- Violins
  - 星野沙織（soLi） [M-8]

海外
- Guitars
  - Chris Broderick（Act of Defiance、In Flames） [M-1,2]
  - Michael Romeo（Symphony X） [M-3,4,6]
  - Michael Landau  [M-7,10,11]

- Bass
  - Phillip Bynoe　[M-1,2,4,5,9]
  - Billy Sheehan（Mr. Big） [M-3,4]
  - Leland Sklar  [M-7,10,11]

- Keyboards
  - Derek Sherinian（Planet X） [M-1,2,8]
  - Michael Romeo [M-3,4,6]
  - Jeff Bova [M-5,7,10,11]

- Drums
  - Marco Minnemann [M-1,2,4,5,8,9]
  - Gregg Bissonette  [M-7,10,11]

- Vlolin
  - Lily Haydn [M-11]

## 参考
- Realsound (【浜田麻里40周年インタビュー】第６弾：新作『Soar』に至るまでの並々ならぬ覚悟　常識を疑う眼差し、波乱万丈なキャリアから生まれた”自分にしか作り出せない音楽”) https://realsound.jp/2023/04/post-1308801.html
- Vocalmagazine (【インタビュー】浜田麻里　最新アルバム『Soar』をリリース。デビュー40周年を迎えてなお進化し続けるヴォーカルの秘密にさまざな角度から迫る！) https://vocalmagazine.jp/interview/release/230419_hamada_mari
- Rhythm&Drumsmagazine (浜田麻里5年ぶりの最新アルバムが完成！サウンドを支えるのは国内外の実力派ドラマーたち！！) https://drumsmagazine.jp/news/hamada-mari-soar